# Sabri Godo
Sabri Godo (ur. 8 sierpnia 1929 w Delvinë, zm. 3 grudnia 2011 w Tiranie) – albański polityk, dziennikarz, pisarz i scenarzysta.

## Życiorys
Po ukończeniu szkoły podstawowej przeniósł się wraz z rodziną do Tirany. Jego ojciec wkrótce opuścił Albanię z powodu działalności politycznej. W latach 1943–1945 Godo działał w ruchu oporu. W 1948 został zwolniony ze służby w armii, a w 1950 usunięty z partii.
Karierę zawodową rozpoczął od pisania felietonów do popularnych czasopism, w tym głównie do satyrycznego magazynu Hosteni. W latach 1966–2009 napisał siedem powieści i dwa zbiory opowiadań. Był także autorem dwóch scenariuszy filmowych.
W styczniu 1991 Godo założył Republikańską Partię Albanii i kierował nią do 1998 (potem pozostał jej honorowym przewodniczącym). Dwukrotnie wybierany deputowanym do parlamentu, po raz pierwszy uzyskał mandat w wyborach 1996 roku, pełnił funkcję przewodniczącego komisji spraw społecznych.
Zmarł w Tiranie na chorobę nowotworową płuc. W 2012 uhonorowany pośmiertnie Orderem Skanderbega.

## Twórczość literacka

### Powieści
- 1966: Plaku i Butkës (powieść historyczna)
- 1970: Ali Pashë Tepelena (powieść historyczna)
- 1975: Skënderbeu (Skanderbeg, powieść historyczna)
- 1977: Prova e zjarrit (Ogniowe świadectwo)
- 1988: Ujërat e qeta (Ciche wody)
- 1990: Koha e njeriut (Czas człowieka)
- 2009: Udhëtari (Podróżnik)
- 2016: Rrathët e Dervishit

### Opowiadania
- 1971: Zëra nga burime të nxehta (Plotki z gorących źródeł)
- 1973: Intendenti (Intendent)
- 1985: Kohët që shkojnë, kohët që vijnë: përshkrime dhe reportazhe

## Scenariusze filmowe
- 1980: Intendent
- 1983: Światła miasteczka